# Andrijana Cvitković
Andrijana Cvitković (Fiume, 28 aprile 1994) è una cestista croata.

## Carriera
Con la Croazia ha disputato i Campionati europei del 2021.